# 栃木市立国府南小学校
栃木市立国府南小学校（とちぎしりつ こうみなみしょうがっこう）は、栃木県栃木市寄居町にある公立小学校。

## 沿革
- 2013年4月1日 - 小規模特認校に指定[1]。

## 通学区域
旧国府村域の南部に相当する地区が国府南小学校の学区となっている。
- 栃木市
  - 大光寺町[2]
  - 田村町
  - 寄居町
  - 国府町の一部

## 周辺
- 下野国庁跡資料館
- 国府工芸品センター

## 交通
- 東武鉄道宇都宮線 野州平川駅より約2.4km